# Feuerstellenplatz von Bötersen

Lage

Das Wappen zeigt einen fünfflammigen Feuerstreifen als Schildhaupt, was auf den Feuerstellenplatz hinweist

Der Feuerstellenplatz von Bötersen liegt im Landkreis Rotenburg (Wümme) in Niedersachsen. Er wurde überregional durch 1966/67 erfolgte Grabungen von Rudolf Dehnke (1914–1988) bekannt. Beim Bau des Sportplatzes in Bötersen wurden auf einer Länge von 140 m eine Reihe von 51 Feuerstellen entdeckt und dokumentiert. 

## Beschreibung
Die im Jahre 1906 (durch Wilhelm Deecke (1862–1934)) erstmals erkannten Gargruben (dänisch Kokegroper, schwedisch Kokgropar med Skärvsten, englisch Pit Alignments) in Skandinavien und Norddeutschland sind ein Phänomen der jüngeren Bronze- und der Eisenzeit. Die neuere Forschung bezeichnet derartige Fundstellen allerdings als Kultfeuer- oder Feuerstellenplätze. Sie finden sich in Deutschland in einem bogenförmigen Areal südlich von Nord- und Ostsee, in geringerer Zahl auch in Süddeutschland.
Eine Grenze des Gesamtbefundes von Bötersen wurde im Westen festgestellt, nach Osten setzte er sich vermutlich über die Grabungsgrenze hinweg fort. Nach Radiokohlenstoffdatierungen datieren die Feuerstellen, das nur 90 m entfernte Urnengräberfeld und eine Kette von 33 Grabhügeln in das 10. und 9. Jahrhundert v. Chr. Die Feuerstellenreihe und das Gräberfeld stehen im kultischen Zusammenhang. Eine solche Konstellation wurde auch in Akershus (Norwegen) beobachtet, wo man auf "kultische Mahlzeiten" verweist. Welcher Natur dieser Kontext war, lässt sich jedoch auch unter Einbeziehung ähnlicher Befunde nicht klären, da das Fundmaterial spärlich ist. Jens-Peter Schmidt und Dominik Forler sehen die Feuersteinreihen immerhin als geeignet an, den so genannten „Nordischen Kreis der Bronzezeit“ im Süden und Südwesten abzugrenzen. So sind die Befunde aus Bötersen für überregionale Vergleiche und Analysen von hohem Interesse.